# Сальниково (Пермский край)
Сальниково — деревня в Кочёвском районе Пермского края. Входит в состав Кочёвского сельского поселения. Располагается юго-восточнее районного центра, села Кочёво, на левом берегу реки Коса. Расстояние до районного центра составляет 18 км. По данным Всероссийской переписи населения 2010 года, в деревне проживало 9 человек (6 мужчин и 3 женщины).

## История
По данным на 1 июля 1963 года, в деревне проживало 100 человек. До конца 1962 года населённый пункт входил в состав Сепольского сельсовета, а в 1963 году деревня вошла в состав Кочёвского сельсовета.